# Copa de Lesotho de futbol
La copa de Lesotho de futbol (oficialment Independence Cup (Top 4)) és la principal competició futbolística per eliminatòries de Lesotho.

## Historial
Font:

### Copa Sturrock
- 1963: Bantu FC (Matefeng)
- 1976: Matlama FC (Maseru)
- 1978: Maseru United
- 1979: Matlama FC (Maseru)
- 1980: Matlama FC (Maseru)
- 1981: Maseru Rovers
- 1982: Maseru Rovers
- 1983: Linare FC (Leribe)
- 1984: Lioli FC (Teyateyaneng)

### Copa Independència
- 1985: Lesotho Paramilitary Forces (Maseru)
- 1986: Royal Lesotho Defence Force (Maseru)
- 1987: Matlama FC (Maseru)
- 1988: Royal Lesotho Defence Force (Maseru)
- 1989: Arsenal (Maseru)
- 1990: Royal Lesotho Defence Force (Maseru)
- 1991: Arsenal (Maseru)
- 1992: Matlama FC (Maseru)
- 1993: Bantu FC (Mafeteng)
- 1994: Matlama FC (Maseru)
- 1995: Maseru Rovers
- 1996: Lerotholi Polytechnic
- 1997: Bantu FC (Mafeteng)
- 1998: Arsenal (Maseru)
- 1999: Linare FC (Leribe)
- 2000: Royal Lesotho Defence Force (Maseru)
- 2001-04: No es disputà
- 2005: Lesotho Correctional Services (Maseru)
- 2006: Likhopo (Maseru) i Lioli FC (Teyateyaneng) [partit abandonat per problemes amb una multitud]
- 2007: Lioli FC (Teyateyaneng) 3-1 Lesotho Defence Force (Maseru)
- 2008: Lesotho Mounted Police Service (Maseru) 0-0 Lioli FC (Teyateyaneng) [3-1 pen]
- 2009: Lesotho Mounted Police Service (Maseru)
- 2010: Lioli FC (Teyateyaneng)
- 2011: Bantu FC (Mafeteng) 3-1 Lesotho Correctional Services (Maseru)
- 2012: Bantu FC (Mafeteng) 2-2 Lesotho Correctional Services (Maseru) [4-3 pen]
- 2013: Bantu FC (Mafeteng) 1-1 Lioli FC (Teyateyaneng) [4-3 pen]
- 2014: Lioli FC (Teyateyaneng) 1-1 Matlama FC (Maseru) [12-11 pen]
- 2015: Bantu FC (Mafeteng) 1-1 Lioli FC (Teyateyaneng) [15-14 pen]
- 2016: Lioli FC (Teyateyaneng) 1-0 Matlama FC (Maseru)
- 2017: Bantu FC (Mafeteng) 1-1 Lesotho Correctional Services (Maseru) [3-1 pen]
- 2018: Lioli FC (Teyateyaneng) 2-1 Bantu FC (Mafeteng)
- 2019: Matlama FC (Maseru) 1-0 Lesotho Correctional Services (Maseru)